# Antonín Novotný (plavec)
Antonín Novotný (24. listopadu 1900 – 25. března 1962 Praha) byl český a československý sportovní plavec a pólista – brankář, účastník olympijských her 1920.
Závodnímu plavání a vodnímu pólu se věnoval v pražském plaveckém klubu Slavia Praha a později Sparta Praha. Jako pólista hrál postu brankaře. V roce 1920 byl vybrán do československého pólového týmu, který startoval na olympijských hrách v Antverpách. V roce 1928 byl náhradním brankařem na olympijských hrách v Amsterdamu. Po skončení sportovní kariéry pracoval jako trenér a funkcionář v klubu i na Československém amatérském plaveckého svazu. V roce 1948 byl krátce předsedou svazu. Patřil k zakládajícím členům pražského plaveckého oddílu TJ Spartak Motorlet Praha, jehož byl předsedou před svojí smrtí v roce 1962.